# Jana Bode
Pour les articles homonymes, voir Bode.
Jana Bode, née le 1er mars 1969 à Rochlitz est une ancienne lugeuse allemande.
En 1990, Jana Bode obtient ses premières médailles au niveau international, prenant le bronze aux Championnats d'Europe et aux Championnats du monde. La lugeuse obtient ses principaux succès en 1996, année durant laquelle elle remporte la Coupe du monde, devient championne d'Europe et enfin championne du monde.
Lors de son unique participation aux Jeux olympiques en 1994, elle se classe quatorzième.
Elle a pris sa retraite en 1998, après avoir échoué à se qualifier pour les Jeux de Nagano.

## Palmarès

### Championnats du monde
- médaille d'or en simple en 1996.
- médaille d'argent en simple en 1994.
- médaille d'argent par équipe en 1990 et 1994.
- médaille de bronze en individuelle en 1990.

### Coupe du monde
- 1 gros globe de cristal en individuel : 1996.
- 28 podiums individuels : 
  - en simple : 11 victoires, 11 deuxièmes places et 6 troisièmes places.

### Championnats d'Europe
- médaille d'or du simple en 1996.
- médaille d'or par équipe en 1996.
- médaille d'argent du simple en 1994.
- médaille d'argent par équipe en 1990 et 1994.
- médaille de bronze du simple en 1990.